# Delta hottentottum
Delta hottentottum är en stekelart som först beskrevs av Henri Saussure 1852.  Delta hottentottum ingår i släktet Delta och familjen Eumenidae.

## Underarter
Arten delas in i följande underarter:
- D. h. berlandi
- D. h. elegans
- D. h. nigriventre
- D. h. tibesticum
- D. h. unicoloripenne